# Zé Mulato & Cassiano
Zé Mulato & Cassiano é uma dupla sertaneja brasileira formada pelos irmãos Zé Mulato (José das Dores Fernandes, nascido em 12 de agosto de 1949 em Passabém, Minas Gerais) e Cassiano (João Monteiro da Costa Neto, nascido em 19 de abril de 1955 em Passabém, Minas Gerais). Mudaram-se para Brasília em 1969. O primeiro álbum da dupla fora gravado somente em 1978 intitulado Zé Mulato e Cassiano interpretam Zé Carreiro e Carreirinho, pela gravadora Chororó (LPC-254).
Em maio de 1998, a dupla obteve o Prêmio Sharp na categoria Melhor Dupla Regional pelo álbum "Meu Céu". Em 2015, ganharam o 26º Prêmio da Música Brasileira na categoria Melhor Dupla Regional.

## Trajetória
Quando Zé Mulato e Cassiano chegaram a Brasília, em 1968, a Catedral recebia os últimos detalhes do acabamento. A família: pai, mãe e dez irmãos, instalaram-se na Vila Planalto. “Eu lembro que era uma casa de madeira, umas tábuas, beirando o lago. Para tomar banho não andava 400 metros. Era bem bonito, limpinho”, lembra Zé Mulato.A dupla nunca frequentou aulas de música ou viola. “A cruz quem tinha que carregar era a gente. Cassiano nasceu pronto, mas desenvolveu o dom na igreja. Sempre tocou com muita liberdade, tinha habilidade para isso. Eu nunca tive aula, pelo contrário. Uma vez, tive que ensinar a um professor como eram as batidas caipiras”, brinca Zé Mulato. O pai dos irmãos foi líder protestante em Passabem, cidade mineira próxima a Itabira. e também tocou cavaquinho e cantou diversas vezes nas rodas familiares. Zé Mulato começou a tocar viola sozinho pegando violas emprestadas na sua cidade natal.

### Primeira apresentação e ida a São Paulo
Os dois fizeram a primeira apresentação na inauguração de uma farmácia. A dupla Zé Venâncio e Saulino eram os contratados para se apresentar na inauguração de uma farmácia na cidade satélite de Ceilândia. Zé Mulato e Cassiano apareceram e acabaram se apresentando na festa antes da dupla contratada. Foram muito aplaudidos pelos candangos lá presentes.
Em 1974 formaram a dupla oficialmente. Em 1978 levados por Carreirinho, foram para São Paulo para gravar o primeiro CD com sucessos de Zé Carreiro e Carreirinho.
Esse primeiro CD foi seguido por mais quatro até a dupla interromper, em 1982, a relação com as gravadoras. Esses cinco CDs iniciais garantiram trabalho à dupla por mais de uma década.

### Liberdade Artística
Por não aceitarem imposição das gravadoras Zé Mulato e Cassiano ficaram sem gravar por treze anos. Quando voltaram a gravar, em um trabalho feito com total autonomia, ganharam o prêmio Sharp em 1998 como melhor dupla regional do Brasil. Em 2003 ganharam o prêmio TIM.
O LP Louco Amor (gravadora Tocantins) foi o último trabalho gravado. Depois dele a dupla se afastou dos estúdios de gravação. Na época a onda de dor de cotovelo tomou conta da música sertaneja.

### Pena Branca e Xavantinho
Isso teve um fim quando conheceram pessoalmente a dupla Pena Branca e Xavantinho no Clube do Violeiro Caipira de Brasília, nos encontros de violeiros ocorridos no local. Pena Branca e Xavantinho levaram os irmãos para a gravadora Velas onde surgiram os CDs Meu Céu (1997) e Navegantes das Gerais (1999), com direção do violeiro Roberto Corrêa.

#### Navegante das Gerais
Produzido pelo violeiro e pesquisador Roberto Corrêa, que afirma: "Zé Mulato e Cassiano é a melhor dupla da música caipira", o CD Navegante das Gerais, gravadora Velas, de 1999, foi gravado no estúdio ZEN em Brasília. Os músicos gravaram ao vivo como se estivessem num palco. São quatorze faixas que misturam toadas, modas-de-viola, batuque, valseado, cururu, querumana, xote e até um pagode-de-viola. Atrativos humorísticos da música caipira se faz presente no xote As vantagens da Pobreza e também em outras canções do CD.

#### Sangue Novo, Ranchinho de Palha, 25 anos de carreira e mais CDs
Sangue Novo é o oitavo disco da dupla e foi produzido em Brasília pelos irmãos em parceria com a VBS produções que a partir desse trabalho passou a ser a gravadora da dupla. Com apoio do BRB o trabalho foi gravado em Taguatinga (estúdio GR-1). Com este CD ganharam o prêmio nacional de melhor dupla regional.
Comemorando as duas décadas e meia de carreira, Zé Mulato e Cassiano gravam o CD 25 anos, pela VBS produções em 2003.
Ranchinho de Palha era um programa apresentado pelo radialista Euclides de Freitas. Foi lá que Zé Mulato e Cassiano conheceram Carreirinho pessoalmente. À época a dupla se apresentava com o repertório de cantor. O disco gravado em 1978, pela gravadora Xororó, com músicas de Carreiro e Carreirinho foi ideia de Carreirinho. Bouquet de Flores foi incluída a pedido da mãe de Zé Mulato e Cassiano, Dona Inhazinha. Depois gravaram mais dois discos: Milagre Divino e Brasa Viva.No LP Campeão do Espaço que Zé Mulato e Cassiano gravaram pela primeira canções autorais. Em 2005, foi a vez do CD Dias Melhores, décimo da carreira.

### Trinta Anos de Carreira e Oitenta da Música Caipira
Quando fizeram trinta anos de carreira os irmãos gravaram o álbum Zé Mulato e Cassiano - 30 anos - Fidelidade a Brasília. O álbum contava com CD com músicas cantadas, um CD instrumental com a dupla tocando viola e violão e um DVD. E também escreveram duas músicas para Brasília: Capital Caçula e Sincero Convite. O DVD fala da carreira da dupla e da relação deles com Brasília e partes da apresentação em comemoração aos trinta anos de estrada dos irmãos que ocorreu no Teatro Nacional (Sala Villa-Lobos) em 2008. Inezita Barroso, Pena Branca, Roberto Corrêa e Pereira daViola também participaram do evento.
“Brasília é nossa segunda terra. Somos mineiros, mas viemos para cá e tudo foi aqui. Não me vejo indo embora. Quem sai daqui volta com o rabo murchinho. Para nós, isso aqui é uma bênção, onde tudo começou”, brinca Cassiano.
Zé Mulato é o principal compositor da dupla. Ele trabalhou na Câmara dos Deputados por trinta anos. O ambiente de trabalho serviu como inspiração para diversas de suas músicas como Caipira de Gravata e Mensalão.
Toda a as músicas, quinze, do CD Sertão Ainda é Sertão são composições de Zé Mulato que percorreu diversos ritmos: cururu, (na música Sertão Ainda é Sertão), Como Deus quiser e Ninho de marimbondo; cateretê (Ciclo vicioso e Rompendo o laço); pagode (A morte tá caducando); moda de viola (Desabafando e Viola proteção); xote (O doutor dos anéis); batuque (Calçadão) e rasqueado (Recaída).
No CD instrumental há composições próprias e de compositores como Braz da Viola, J. Oliveira, Antenógenes Silva, Jorge Gallati, Raul Torres, Vanuque, Daniel Fernandes, Sebástian Yradier e Dilermando Reis, músico admirado por Juscelino Kubitschek. O violão de Dilermando está exposto permanentemente no Catetinho.
O álbum, com o CD, o CD instrumental e um DVD teve produção fonográfica da Viola Brasileira Show (VBS). A VBS foi criada pelo violeiro e empresário Volmi Batista.
As Secretarias de Estado de Cultura e de Agricultura, Pecuária e Abastecimento e a Brasiliatur apoiaram o projeto.
Em 2009 a dupla comemorou os 80 anos da música caipira, que tem como marco a gravação do primeiro disco do gênero.
Cornélio Pires gravou o primeiro disco de música caipira em 1929. Em comemoração aos 80 anos desde marco, a dupla fez uma turnê que passou por diversas cidade do Brasil.

### Concerto sinfônico da Orquestra Sinfônica do Teatro Nacional Cláudio Santoro
O lançamento oficial do projeto, foi em na 10ª edição do Encontro de Folia de Reis do Distrito Federal, na Granja do Torto, em show com os convidados Renato Teixeira e Pena Branca.
Em 2013 lançaram o álbum Ciência Matuta, com produção do maestro Mário Campanha. A gravação do trabalho ocorreu em São Paulo e contém cururus, toadas, modas de viola, guarânias, cateretês, rasqueados e até uma querumana. A canção-título (Medicina Matuta), é uma aula de medicina caseira.
A canção Pio é uma homenagem ao Hospital do Câncer de Barretos, atual Hospital de Amor. Na instituição Zé Mulato fez tratamento contra uma leucemia.
No 28° Prêmio da Música Popular Brasileira, em 2017 a dupla ficou pela quarta vez com o prêmio Regional para duplas. Concorriam com Caju e Castanha ("O papo no WhatsApp") e Craveiro e Craveirinho ("Canta Tonico e Tinoco").
Os quarenta anos de carreira da dupla foram marcados pelo concerto sinfônico da Orquestra Sinfônica do Teatro Nacional Claudio Santoro em dezembro de 2018.
Os músicos, sob a regência do maestro Claudio Cohen e arranjos de Joaquim França interpretaram “Meu céu”, “O homem e a espingarda”, “Poesia não se Vende” entre outras composições marcantes na trajetória dos irmãos. O evento foi realizado no Teatro dos Bancários.
No evento foi inaugurado Núcleo de Ensinamento de Viola para alunos da rede pública de ensino. O projeto foi desenvolvido pelo Clube do Violeiro Caipira.
Tambem em 2018, ano que completaram quarenta anos de carreira, Zé Mulato e Cassiano gravaram o CD Rei Caipira. O objetivo era também homenagear os noventa anos da música caipira. O CD foi lançado em 2019. O humor político social é perceptível nas músicas "A Mentira", "Mineiro de Passabém" e principalmente em "Mar de Minas". Daniel e Lídia, irmãos da dupla, participam de Mineiro de Passabém. No CD há também as regravações "Rancho Triste", de Pena Branca e "Hoje Eu Não Posso Ficar", de Tião Carteiro e Pardinho. O álbum foi indicado ao Grammy Latino de Melhor Álbum de Música de Raízes em Língua Portuguesa.

### Live
No dia 15 de agosto de 2020 foi realizada a primeira live de Zé Mulato e Cassiano. Na ocasião foi comemorado o aniversário de Zé Mulato.

## Discografia

### Álbuns
- 1978 - Zé Mulato e Cassiano Interpretam Zé Carreiro e Carreirinho - Xororó
- 1979 - Milagre do Divino - Xororó
- 1980 - Braza Viva - Xororó
- 1981 - Campeão do Espaço - Warner/Rodeio
- 1984 - Louco Amor - Tocantins
- 1987 - Marvada Viola - Funarte (Participação)
- 1997 - Meu Céu - Velas
- 1999 - Navegante das Gerais - Velas
- 2001 - Sangue Novo - VBS
- 2003 - Zé Mulato & Cassiano: 25 anos - VBS
- 2005 - Dias Melhores - VBS
- 2010 - Sertão Ainda é Sertão - 30 Anos - VBS
- 2013 - Ciência Matuta - VBS
- 2019 - Rei Caipira - Tratore

### DVDs
- 2009 - Zé Mulato e Cassiano - 30 anos - Fidelidade a Brasília - VBS[14]